# 신안운수
신안운수(新安運輸)는 경기도 안양시의 마을버스 회사이다. 본사는 경기도 안양시 만안구 능곡로 28 (안양동 736-2) 2층에 있고, 차고지는 경기도 안양시 만안구 일직로 119 (석수동 555-7) 안양공영차고지 내에 있다.

## 역사
과거 신안운수에서는 안양마을버스 2번과 2-1번을 운행하였으며, 현재는 대성운수로 분사 독립되어 운영되고 있다.

## 운행 노선
| 노선 번호 | 운행구간     | 운행구간 | 운행구간     | 경유지                           | 배차 간격 (분) | 운행대수 |
| --------- | ------------ | -------- | ------------ | -------------------------------- | -------------- | -------- |
| 9         | 신안초등학교 | ↔        | 관악역(서쪽) | 중앙시장, 안양역, 안양교, 만안교 | 7분            | 8대      |

## 미운행 노선
- ● 2번: 안양예술공원 - 안양대교 - 안양역 - 안양1번가 - 중앙시장 - 안양대학교 - 신성중고교 (현. 안양 대성운수에서 운행중)
- ● 2-1번: 신성중고교 - 안양대학교 - 2001아울렛 - 일번가지하차도.진흥아파트 - 안양역후문 - 양명고등학교(2006년 폐선)
- ● 9-1번: 삼호수정아파트 - 성결대학교 - 안양세무서 - 남부시장 - 안양역 - 관악역 - 석수도서관 - KTX광명역 (관악역~광명역 구간을 자경마을버스 1-1번이 대체, 안양역~관악역 구간을 동사 9번이 대체, 삼호수정~안양역 구간 운행하다 폐선)

## 보유 차량
| 제조사       | 차명         | 비고              |
| ------------ | ------------ | ----------------- |
| 자일대우버스 | 레스타       | 예비차량          |
| 자일대우버스 | NEW BS090    |                   |
| 현대자동차   | 그린시티     |                   |
| 현대자동차   | E-에어로타운 | 자경마을버스 중고 |